# Joseph Barthel
Joseph ("Josy") Barthel (Mamer, 24 d'abril de 1927 - Ciutat de Luxemburg, 7 de juliol de 1992) fou un atleta, polític i dirigent esportiu luxemburguès que competí en proves de mig fons. A més d'atletisme, també destacà en les carreres de química i política.
Barthel fou el sorprenent vencedor de la final dels 1500 metres llisos als Jocs Olímpics de Melbourne 1952, l'únic esportista del país en guanyar una medalla d'or en uns Jocs.
El 1947 ja havia guanyat els 800 m als Campionats del Món Militars de Berlín. L'any següent, a la mateixa competició celebrada a Brussel·les guanyà els 800 m i els 1500 m. Als Jocs de Londres 1948 acabà novè en la final de 1500 m. Guanyà el Campionat del Món d'Estudiants el 1949 (1500 m) i 1951 (800 m i 1500 m). El seu punt culminant fou la medalla d'or dels Jocs de Melbourne'52. També participà en els Jocs de 1956. Fou molts cops campió de Luxemburg en les proves de 800 i 1500 m entre 1946 i 1956. Després d'aquest darrer any es retirà de la competició.
El 1962, Barthel esdevingué president de la Federació Luxemburguesa d'Atletisme, i entre 1973 i 1977, president del Comitè Olímpic i Esportiu Luxemburguès. També fou diversos cops ministre del govern luxemburguès.
L'estadi nacional de Luxemburg s'anomena Estadi Josy Barthel en honor del seu nom. El Liceu Tècnic Josy Barthel de Mamer també porta el seu nom.